# Demak
Demak est une ville d'Indonésie dans la province de Java central.
On trouve à Demak la Grande Mosquée de Demak, plus ancienne mosquée de Java, construite en 1479.
La tradition javanaise voit dans l'ancien royaume musulman de Demak le successeur du royaume hindou-bouddhique de Majapahit dans l'est de Java.
Demak est également le chef-lieu du kabupaten homonyme.

## Histoire
À la fin du XVe siècle, un Chinois musulman nommé Cek Ko-po fonde la cité de Demak sur la côte nord de Java, qu'on appelle le Pasisir.
Son successeur Trenggana entreprend l'expansion du royaume vers l'est et l'ouest du Pasisir. À l'est, Demak conquiert en 1527 Tuban, le grand port de Majapahit, et Kediri, ancienne vassale de Majapahit qui semble avoir pris le contrôle du territoire. Toutefois Blambangan à l'extrême est de Java échappe au contrôle de Demak. À l'ouest, Demak prend Cirebon, déjà musulmane, sous sa protection et conquiert en 1526 Banten, un port du royaume hindouiste sundanais de Pajajaran.
L'expansion de Demak favorise l'essor de l'islam sur le Pasisir.

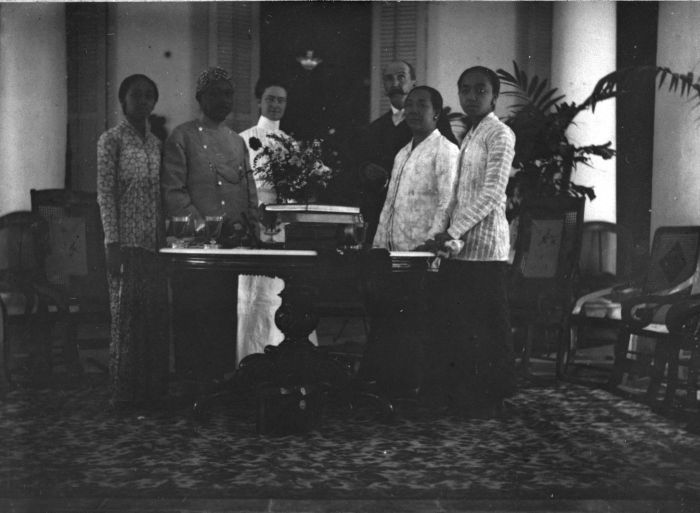
R. M. A. Ario Adiningrat, regent de Demak, sa famille et un Européen (1904)